# Josia fasciata
Josia fasciata är en fjärilsart som beskrevs av Rothschild 1912. Josia fasciata ingår i släktet Josia och familjen tandspinnare. Inga underarter finns listade i Catalogue of Life.